# Apodida
Sous-classe
Ordre
Les Apodida sont un ordre d'animaux marins de la classe des holothuries (concombres de mer) (unique taxon de la sous-classe Paractinopoda).

## Caractéristiques
Cet ordre compte des holothuries vagiles de forme allongée, vermiforme ou serpentiforme (le cordon mauresque mesurant jusqu'à 3 m), munies de 10 à 25 tentacules buccaux digités et pinnés. Leur tégument est mince et fragile. Ils n'ont ni podia (d'où le nom de l'ordre) ni canaux radiaux, ni muscles rétracteurs du pharynx ou d'ampoules tentaculaires. Ils n'ont pas non plus d'appareil respiratoire complexe comme les autres holothuries, et respirent et excrètent directement à travers leur peau. Leurs ossicules sont en forme de roues et d'ancres, et présentent parfois des amas.

## Liste des familles
Cet ordre compte 3 familles, dont dépendent 32 genres contenant plus de 270 espèces connues.
Selon World Register of Marine Species (2 décembre 2013) :
- famille Chiridotidae Östergren, 1898 -- 12 genres
- famille Myriotrochidae Théel, 1877 -- 8 genres
- famille Synaptidae Burmeister, 1837 -- 16 genres

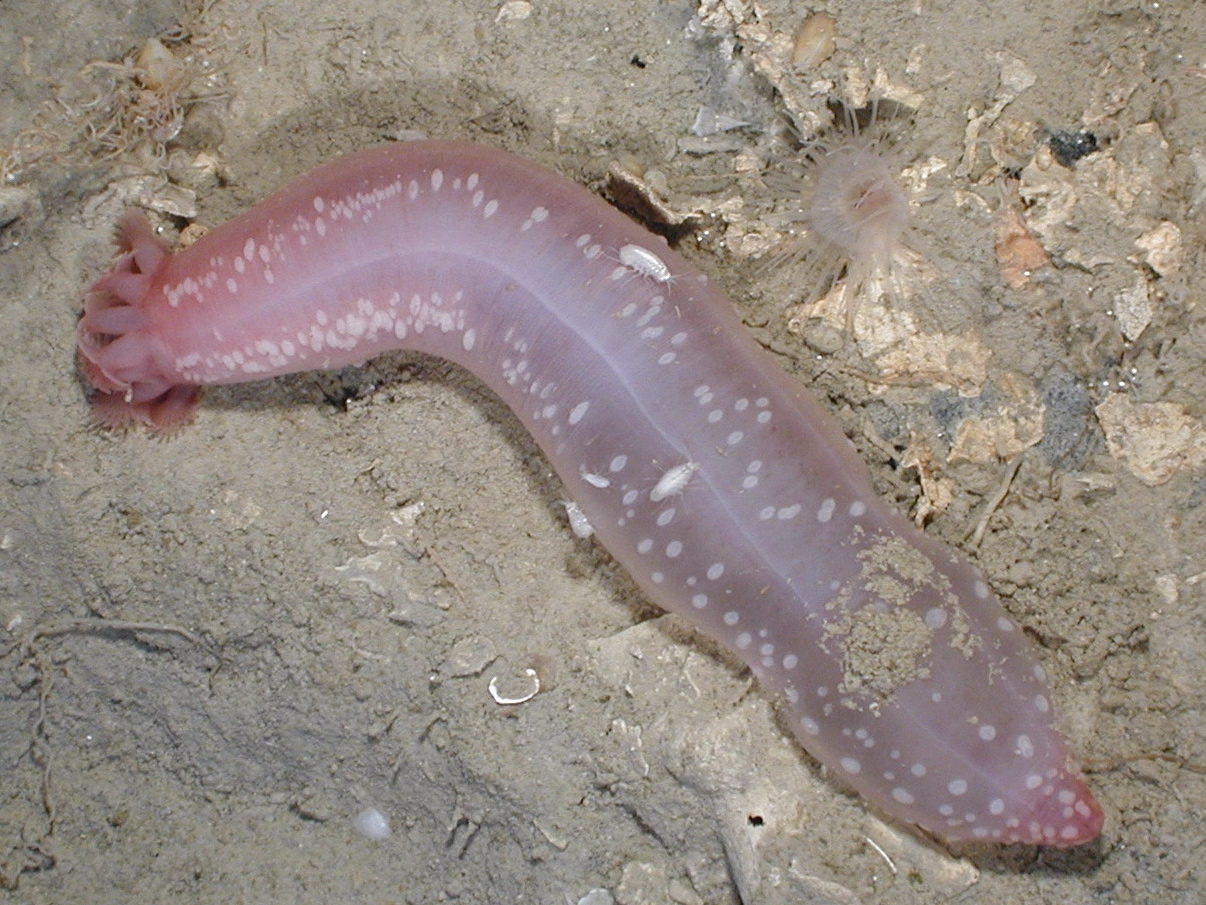
Chiridota heheva (Chiridotidae).
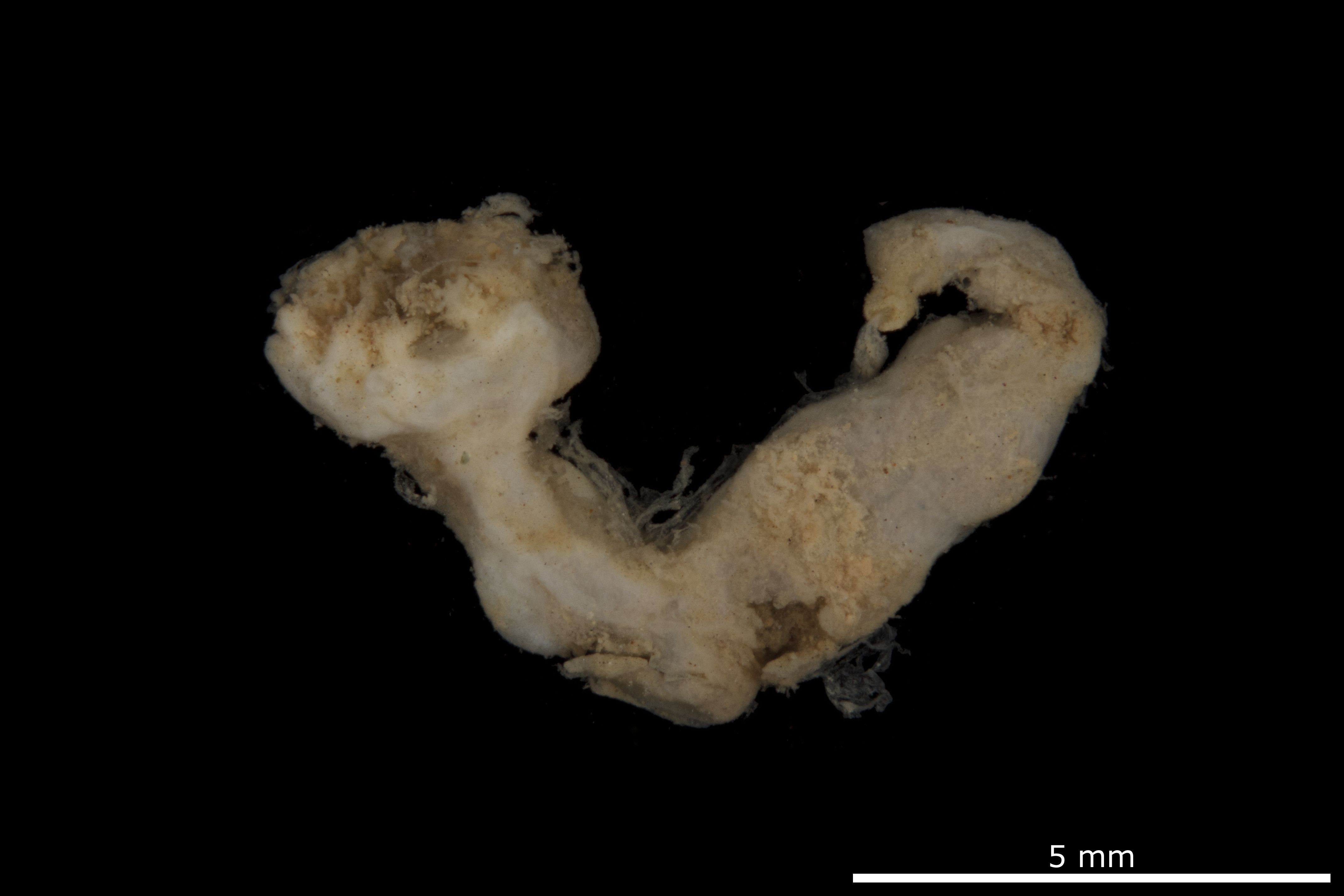
Protrochus bruuni (Myriotrochidae).
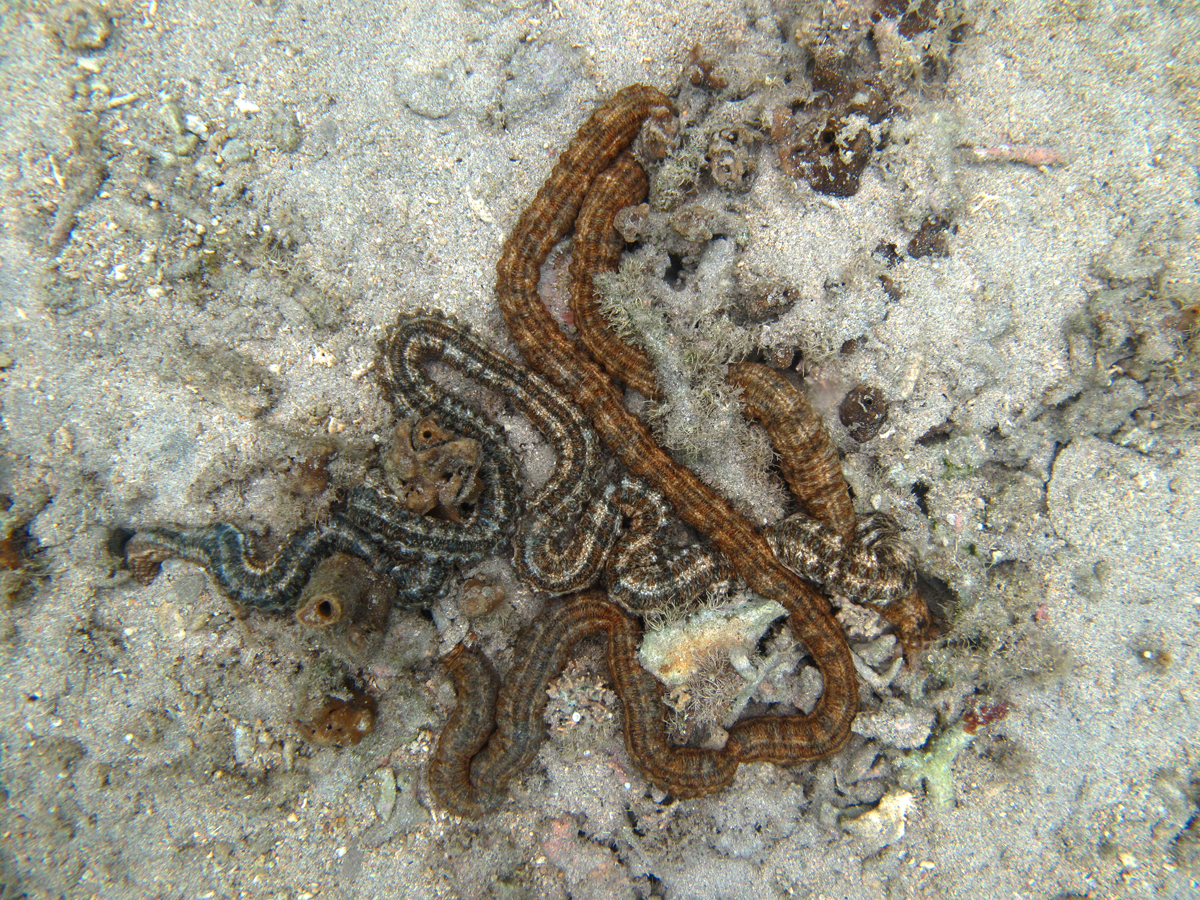
Synapta maculata (Synaptidae).

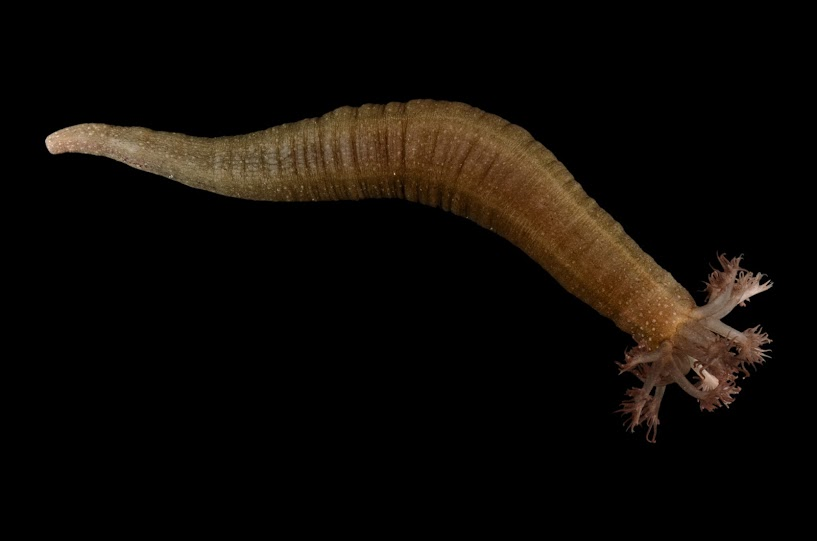
Polycheira rufescens.
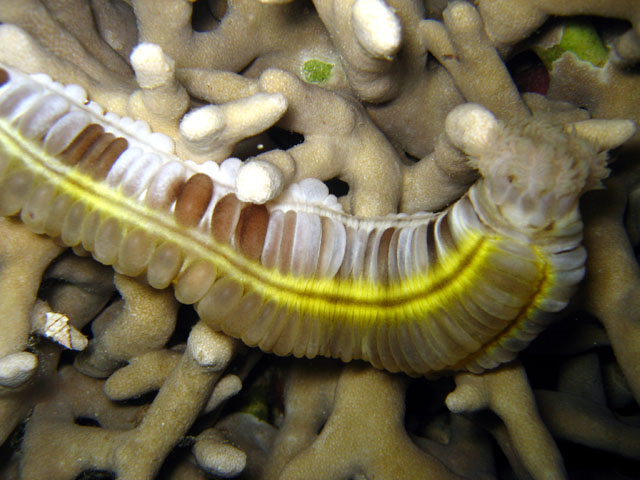
Euapta godeffroyi.
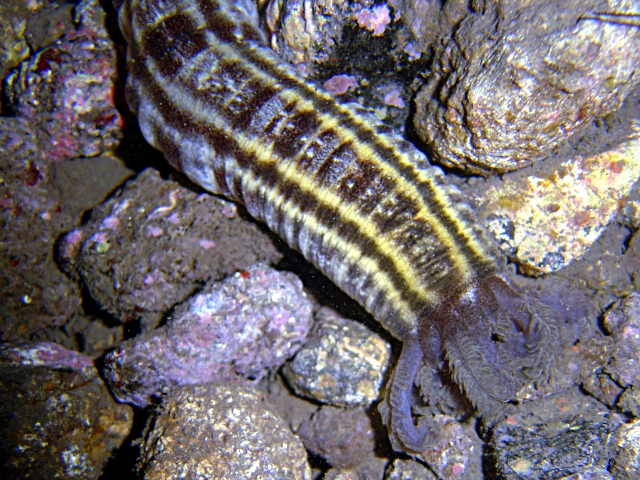
Euapta lappa.
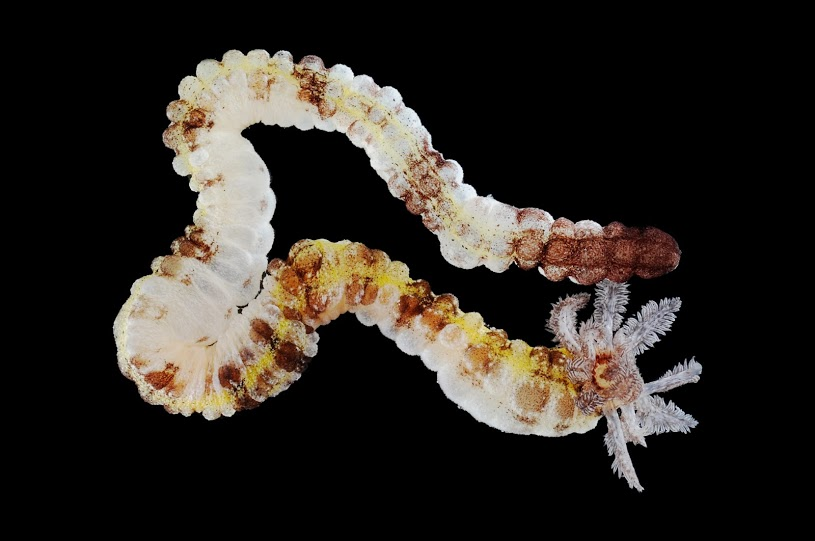
Euapta tahitiensis.
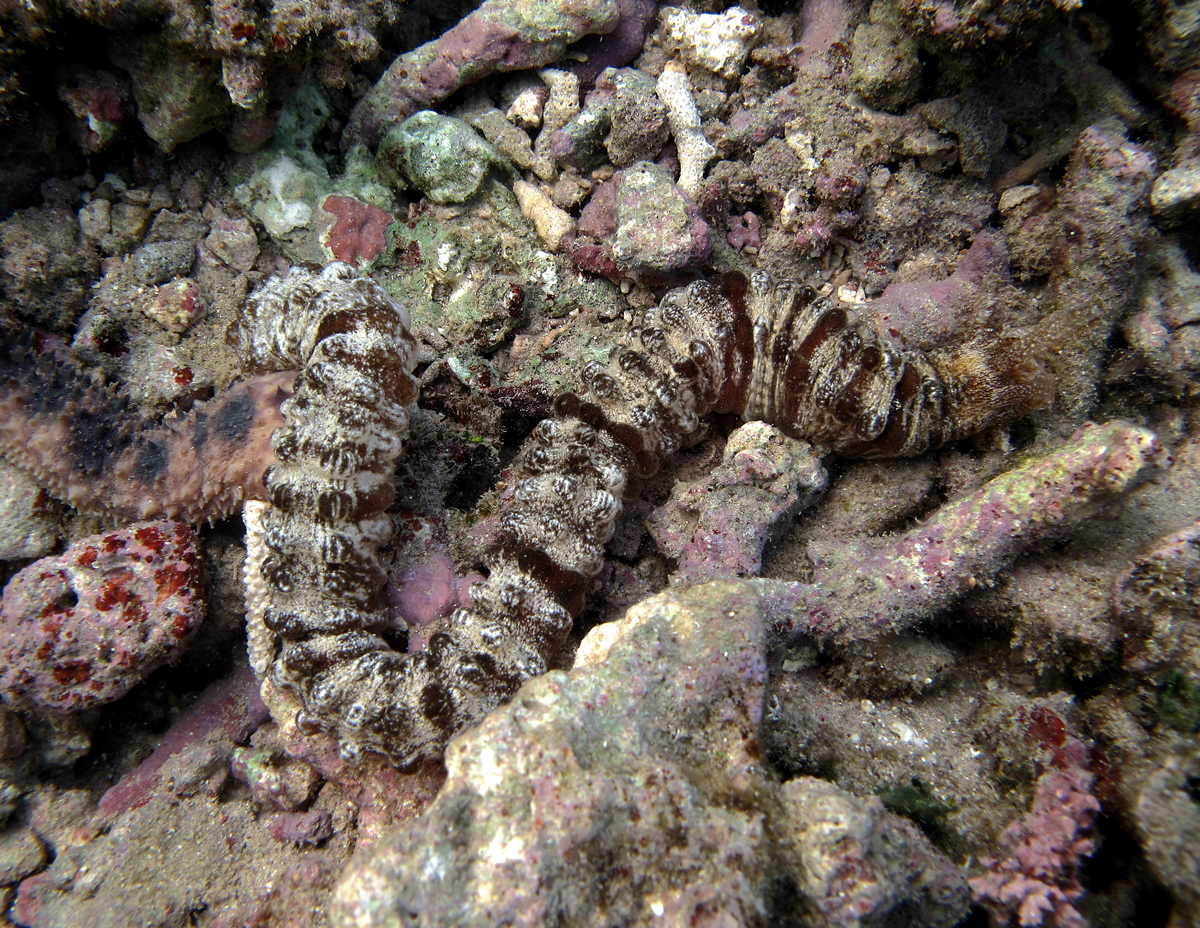
Opheodesoma grisea.
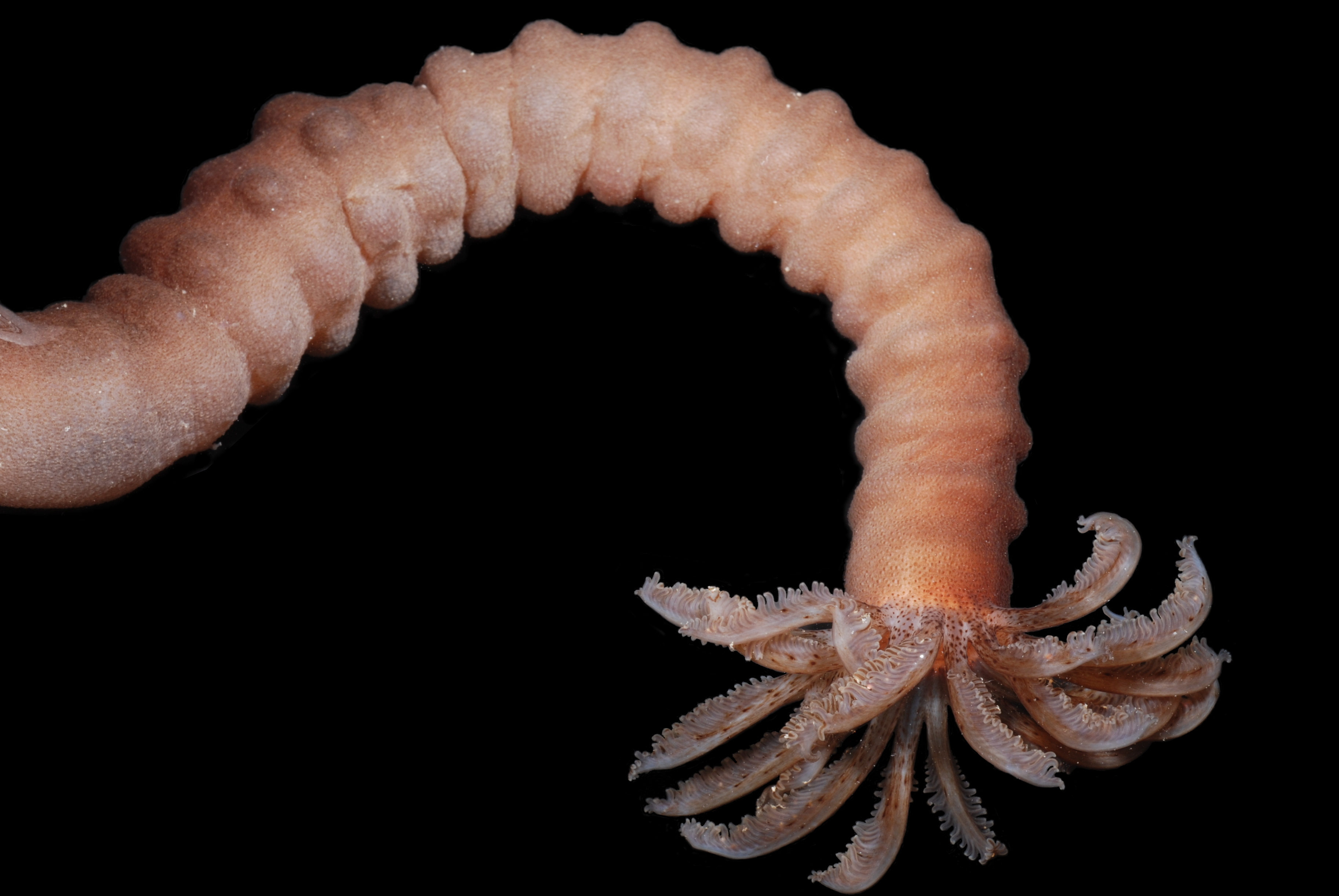
Polyplectana kefersteinii.
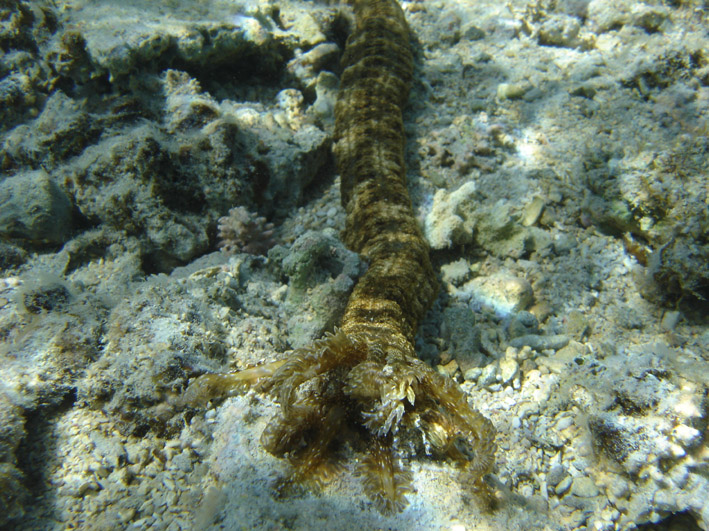
Synapta maculata (le Cordon mauresque).
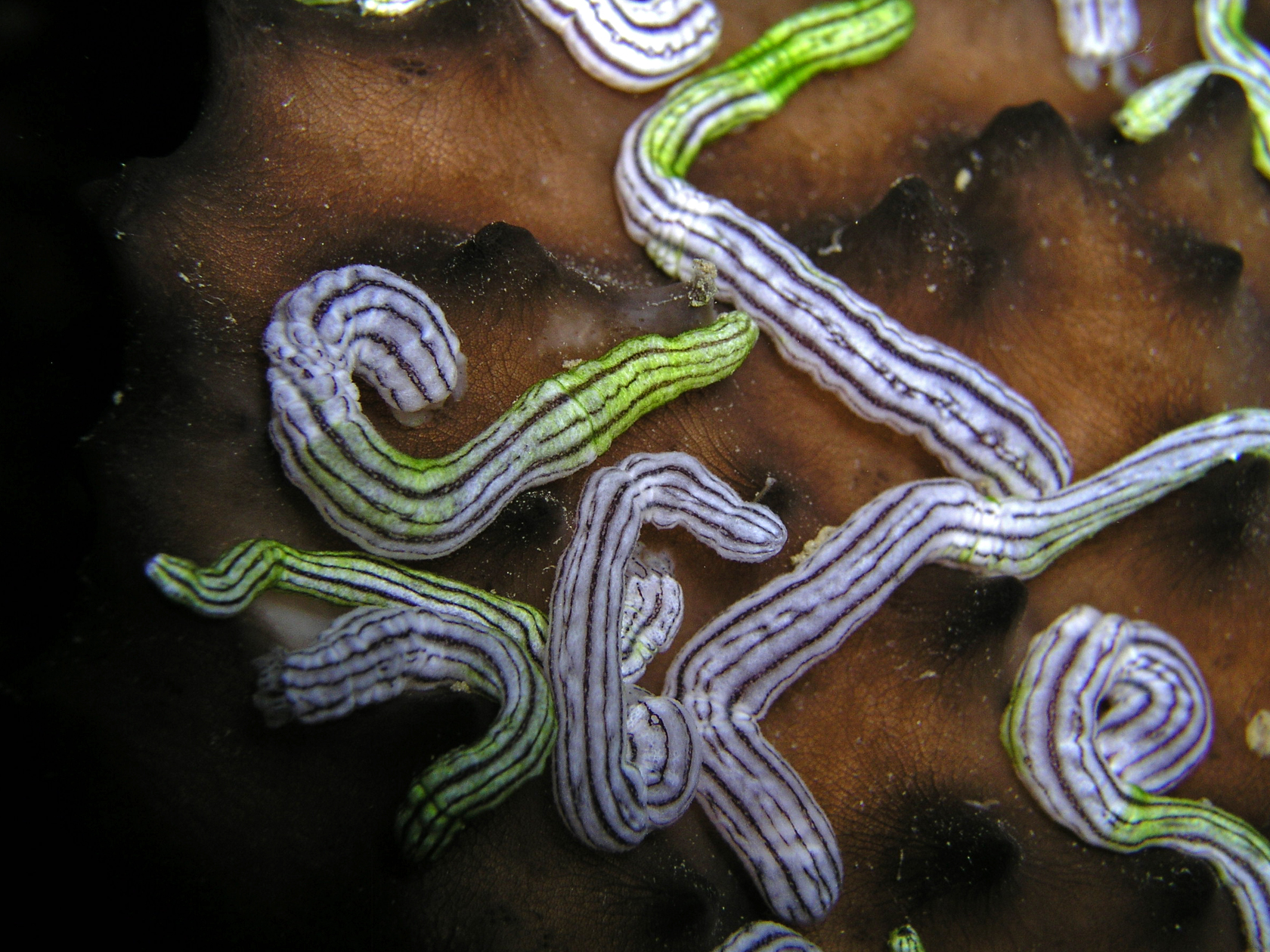
Synaptula lamperti.